# 佩德拉普雷塔
佩德拉普雷塔是巴西马托格罗索州的一个市镇。总面积4193.207平方公里，总人口15590人，人口密度3.7人/平方公里。